# Marcelino Sambé
Marcelino Ribeiro Sambé (Lisboa, 29 de Abril de 1994) é um bailarino clássico de origem portuguesa e guineense.

## Biografia
É amigo de infância do bailarino Telmo Moreira, tendo sido criados no mesmo bairro de Paço de Arcos e tendo tido aulas na mesma escola, a Escola de Dança do Conservatório Nacional, naquela altura dirigida pelo professor José Luís Vieira. Cinco meses após Marcelino entrar para a escola este professor levou-o ao concurso de dança no Algarve Dançarte e conseguiu o primeiro lugar.
Em Junho de 2019 foi promovido a bailarino principal do Royal Ballet.

## Vida pessoal
Sambé é abertamente gay. Ele e seu parceiro moram no Norte de Londres.

## Prémios e distinções
Sambé tem uma carreira com vários prémios internacionais recebidos. Em 2018 foi considerado pela revista "Forbes" um dos mais destacados 30 jovens europeus com menos de 30 anos.
Em junho de 2020, foi-lhe atribuída pela Câmara Municipal de Oeiras a Medalha de Mérito Municipal.
A 10 de junho de 2022, foi agraciado com o grau de Cavaleiro da Ordem Militar de Sant'Iago da Espada.